# Synclisis kawaii
Synclisis kawaii är en insektsart som först beskrevs av Nakahara 1913.  Synclisis kawaii ingår i släktet Synclisis och familjen myrlejonsländor. Inga underarter finns listade i Catalogue of Life.